# Mátyus
Mátyus là một thị trấn thuộc hạt Szabolcs-Szatmár-Bereg, Hungary. Thị trấn này có diện tích 11,03 km², dân số năm 2010 là 315 người, mật độ 29 người/km².